# Garante nazionale dei diritti delle persone private della libertà personale
Il Garante nazionale dei diritti delle persone private della libertà personale (GNPL) è un organismo indipendente con potere di controllo sui luoghi di privazione della libertà personale, quali gli istituti penitenziari, i luoghi di polizia, i centri di permanenza per i rimpatri (CPR), le residenze per l'esecuzione delle misure di sicurezza (REMS, istituite dopo la chiusura degli ospedali psichiatrici giudiziari), i trattamenti sanitari obbligatori, le residenze per anziani.
È stato istituito presso il Ministero della giustizia dal decreto-legge 23 dicembre 2013 n. 146.
Il Presidente è il dott. Riccardo Turrini Vita, ex magistrato, dirigente dell'amministrazione penitenziaria e dell'esecuzione penale esterna, nonché giudice presso la Corte d'Appello dello Stato della Città del Vaticano, nominato con decreto del Presidente della Repubblica 31 Ottobre 2024.

## Funzioni
Il comma 5 dell'art. 7 del decreto-legge 23 dicembre 2013 n. 146 
Al Garante nazionale sono stati attribuiti anche i compiti relativi al monitoraggio indipendente dei rimpatri degli stranieri extra-comunitari irregolarmente presenti sul territorio italiano. La direttiva europea sui rimpatri prevede che ogni paese si doti di un organismo indipendente per il monitoraggio.
Infine, il Garante nazionale è stato individuato quale meccanismo nazionale di prevenzione (NPM) a seguito della ratifica da parte dell'Italia del Protocollo opzionale alla Convenzione delle Nazioni Unite contro la tortura e altri trattamenti o pene crudeli, inumani o degradanti.

## Organizzazione istituzionale
Il Garante nazionale è un organismo collegiale. I membri del collegio attualmente in carica, nominati dal Presidente della Repubblica con decreto 21 dicembre 2023, hanno assunto le funzioni il 26 gennaio 2024, il presidente del collegio, è stato nominato dal governo il 29 ottobre 2024:
- Riccardo Turrini Vita, Presidente (D.P.R. 31 ottobre 2024);
- Irma Conti;
- Mario Serio.

Il mandato ha una durata di cinque anni e non è rinnovabile.
I componenti del Garante non possono essere dipendenti delle pubbliche amministrazioni e non possono ricoprire cariche istituzionali, anche elettive, ovvero incarichi in partiti politici.

## Presidenti precedenti
- Mauro Palma (febbraio 2016 - gennaio 2024)
- Felice Maurizio D'Ettore (gennaio 2024 - agosto 2024)

## Ufficio
Alle dipendenze del Garante nazionale dei diritti delle persone private della libertà personale è posto un ufficio.
L'Ufficio del Garante nazionale dei diritti delle persone private della libertà personale ha sede a Roma, in via di san Francesco di Sales n. 34, ed è composto da un numero massimo di 25 unità di personale, di cui almeno 20 del Ministero della giustizia e, in posizione di comando, non più di 2 unità del Ministero dell’interno e non più di 3 unità degli enti del Servizio sanitario nazionale.
Per lo svolgimento delle funzioni e dei compiti del Garante nazionale l’ufficio è strutturato nelle seguenti unità organizzative non dirigenziali:
1. Segreteria generale, contabilità e supporto informatico
2. Privazione della libertà in ambito penale
3. Privazione della libertà da parte delle forze di polizia
4. Privazione della libertà e persone migranti
5. Privazione della libertà nell’ambito delle strutture sanitarie, socio-sanitarie e assistenziali

Alle dirette dipendenze del collegio sono istituite le unità organizzative di Supporto al collegio e Studi, Relazioni nazionali e internazionali.

### D.M. Giustizia n. 36/2015[11]
Inizialmente il coordinamento dell’ufficio per l’attuazione delle direttive impartite dal collegio era affidato a un funzionario con compiti di direzione. Fabrizio Leonardi è stato direttore dell'ufficio dal 24 ottobre 2016 al 23 giugno 2019. La struttura e la composizione dell'ufficio erano regolate dal Decreto 11 marzo 2015, n. 36, del Ministro della giustizia.

### D.P.C.M. n. 89/2019[13]
Il Decreto del Presidente del Consiglio dei ministri 10 aprile 2019, n. 89, (Regolamento concernente la determinazione della struttura e della composizione dell'Ufficio posto alle dipendenze del Garante nazionale dei diritti delle persone detenute o private della libertà personale), in vigore dal 3 settembre 2019, stabilisce che alla direzione dell'Ufficio sia preposto un dirigente di seconda fascia scelto tra i dirigenti di ruolo del Ministero della giustizia.